# Emili Pallach i Carolà
Emili Pallach i Carolà (Figueres, 17 de març de 1923 - 13 de maig de 2006) fou un mestre i polític català.

## Biografia
Germà de Josep Pallach i Carolà, estudià filosofia i lletres i treballà com a mestre de francès. El 1980 ingressà al Partit dels Socialistes de Catalunya (PSC-PSOE), amb el que fou candidat per la província de Girona a les eleccions generals espanyoles de 1982, però no fou escollit. A les eleccions municipals de 1983 fou escollit regidor de l'ajuntament de Figueres, i diputat a les eleccions al Parlament de Catalunya de 1984. Al Parlament de Catalunya va formar part de les comissions d'Agricultura, Ramaderia i Pesca, de Política Territorial, del Síndic de Greuges i de Justícia, Dret i Seguretat Ciutadana. No es va presentar a la reelecció el 1988 i continuà donant classes de francès fins a la seva jubilació.